# Riichi Yokomitsu
Riichi Yokomitsu (横光 利一, Yokomitsu Riichi, Aizuwakamatsu, 17 de março de 1898 — Tóquio, 30 de dezembro de 1947) foi um romancista japonês, pertencente ao modernismo experimental.
Riichi Yokomitsu começou a publicar dōjinshis como Machi ("Rua") e Tō ("Torre"), após entrar na Universidade de Waseda em 1916. Em 1923, publicou Nichirin ("O Sol") na revista Shinshōsetsu e Hae ("Uma Mosca") e outros escritos na revista Bungeishunjū, que tornou seu nome popular. No ano seguinte, fundou a revista Bungei-Jidai com outros escritores, entre eles Yasunari Kawabata. Riichi Yokomitsu e outros escritores ligados à revista Bungei-Jidai eram conhecidos coletivamente como Shinkankakuha (Escola das Novas Sensações), pois tinham um interesse particular na sensação e na objetividade científica.

## Obras
- Nichirin (日輪)  — 1923
- Ai no Aisatsu — (愛の挨拶) 1929
- Kikai (機械)  — 1930
- Shanhai (上海) — 1931[2]
- Tokei (時計) —1934
- Kazoku Kaigi (家族会議)
- Monsho (紋章) — 1935
- Ryoshu (旅愁) — 1946